# Turgencia

Diagrama ilustrativo.

En biología, se denomina turgencia (del latín turgens- turgentis; hinchar) al fenómeno que ocurre cuando una célula se hincha debido a la presión ejercida por los fluidos y por el contenido celular sobre las paredes de la célula.
En términos médicos, se denomina turgencia,  la elasticidad normal de la piel causada por la presión hacia afuera de los tejidos y del líquido intersticial. Una parte esencial de la exploración física es la evaluación de la turgencia de la piel.
Este fenómeno está íntimamente relacionado con la ósmosis. La presión externa suele alcanzar en promedio 6 a 7 atmósferas, y a veces lo sobrepasa en mucho (una locomotora a vapor tiene entre 5 a 8 atmósferas de presión), con tanta presión interna las células se dilatan tanto como lo permita la elasticidad de las membranas, y por ende la resistencia de las células vecinas. Por eso los órganos, como por ejemplo el pecíolo, el tallo, las hojas y frutos maduros se puedan encontrar en tal estado de firmeza.
Como fenómeno contrario se puede citar la plasmólisis, en el cual las células pierden agua y se contraen, separándose el protoplasto de la pared celular. Este fenómeno tiene lugar de forma natural cuando la planta se marchita; este puede provocarse colocando la célula en un medio de concentración salina mayor (hipertónico) a la del citoplasma (debido a que la membrana plasmática es permeable al agua y una osmoloridad mayor provocaría la difusión de agua al exterior de la célula). También si la planta se encuentra un tiempo expuesta a los rayos solares se produce un exceso de "transpiración", provocando de esta manera la eliminación de vapor de agua al medio.
Las plantas dependen de la "presión de turgencia" para la elongación de sus células. Y usan este fenómeno para regular la transpiración a través de la apertura y cierre de las células estomáticas en estas mismas.
Cabe agregar que las células vegetales resisten la turgencia gracias a su pared celular, mientras que otras células, como por ejemplo, los eritrocitos estallan fácilmente debido a este fenómeno (hemólisis).
- Datos: Q844863